# مین‌استریم راک (جدول)
مین‌استریم راک (انگلیسی: Mainstream Rock) یک جدول موسیقی در بیلبورد است که ترانه‌های ایستگاه‌های مین‌استریم راک در ایالات متحده را رتبه‌بندی می‌کند. این رتبه‌بندی نخستین بار از مارس ۱۹۸۱ کار خود را آغاز کرد.